# 溴化镍
溴化镍是一种无机化合物，化学式为NiBr2，易溶于水。

## 制备
溴化镍的无水物可由单质在室温下的乙醚中反应得到：
Ni + Br2 → NiBr2
利用氢溴酸和氢氧化镍、碳酸镍反应，蒸發结晶，可以得到溴化镍的水合物：
2 HBr + Ni(OH)2 → NiBr2 + 2H2O
2 HBr + NiCO3 → NiBr2 + H2O + CO2↑
1,2-二溴乙烷和30%的氯化镍水溶液反应，可以制备溴化镍。这一反应避免了使用具有强腐蚀性的氢溴酸。反应时1,2-二溴乙烷过量至3倍摩尔比，以四丁基溴化铵为相转移催化剂，不额外加溶剂：
NiCl2 + CH2BrCH2Br → NiBr2 + CH2ClCH2Cl

## 用途
溴化镍可以和α-二亚胺形成配合物，用于催化乙烯聚合。